# سی‌ان‌ان
سی‌ان‌ان (به انگلیسی: CNN، مخفف Cable News Network) نخستین شبکه خبری ۲۴ ساعته در ایالات متحده آمریکا است. این شبکه تلویزیونی متعلق به وارنر برادرز دیسکاوری است که در ۱ ژوئن ۱۹۸۰ آغاز به‌کار کرد.
سی‌ان‌ان در ۱۹۸۵ تبدیل به نخستین شبکه پخش ۲۴ ساعته برنامه‌های خبری در اروپا شد. همچنین در ۱۹۸۲، سی‌ان‌ان برای نخستین بار اقدام به راه‌اندازی یک شبکه خبری باعنوان Headline News کرد که در این شبکه مهم‌ترین اخبار داخلی آمریکا و بین‌المللی به‌صورت برنامه نیم‌ساعته پخش می‌گردد.
به درخواست کشورهای عربی، سی ان ان عربی به زبان عربی نیز ایجاد شد و شروع به فعالیت کرد.

## تاریخچه
این شبکه خبری در تاریخ ۱ ژوئن ۱۹۸۰ با برنامه، شبکه اخبار کابلی در روز یکشنبه کار خود را آغاز کرد. روال این افتتاح به این شکل بود که تد ترنر توسط نخستین مجریان این شبکه در چند جمله به مردم معرفی شد و بعد نخستین بخش خبری منتشر شد.

### نخستین مجریان
نخستین مجریان این شبکه یک زن و شوهر با نام‌های دیوید واکر و لوئیز هارت بودند که برخلاف تصور تیم سردبیری توانستند با مهارت و آرامش اولین بخش خبری را به روی آنتن ببرند در مجله تاریخچه سی ان ان که توسط این شبکه خبری همه ساله منتشر میشود آورده شده است که بورت راینهارت، قائم مقام اجرایی این شبکه، در زمان پخش اولین بخش خبری بیشتر از دویست نفر را استخدام کرده بود.

## پروژه های خواهر
پس از محبوبیت شبکه سی‌ان‌ان، گروه مرکزی تصمیم گرفتند تا قدرت و نفوذ خود را با ایجاد بستر مناسب در رادیو، اینترنت و ماهواره افزایش دهند. در همین راستا اکنون سی‌ان‌ان با چندین وبسایت، شبکه ماهواره‌ای، سایت اینترنتی و رادیو اینترنتی در رده موثرترین بنگاه های تولید خبر در جهان است. اکنون زیرمجموعه‌ای بزرگ شامل ۳۶ اداره که شامل ۱۰ سازمان داخلی و ۱۶ سازمان بین‌المللی، ۹۰۰ ایستگاه تلویزیونی محلی پخش برنامه‌ها و چند شبکه دیگر به زبان‌های مختلف است.

### سی ان ان ۲
در سال ۱۹۸۲ شبکه سی‌ان‌ان ۲ کار خود را با پخش اخبار ۳۰ دقیقه‌ای آغاز کرد اما پس از مدتی نام آن به cnn Headline News تغییر یافت و پس از ۲۴ سال در سال ۲۰۰۸ با نام جدید HLN به‌کار خود ادامه داد.